# Overture to a picaresque comedy
Overture to a picaresque comedy is een compositie van Arnold Bax.
Hij rondde het grotendeels in Morar gecomponeerd orkestwerk af op 13 oktober 1930 en zag in het werk zijn toenmalige inspirator Richard Strauss terug. Waar Richard Strauss zich wendde tot Till Eulenspiegels lustige Streiche, zag Bax meer Giacomo Casanova, d’Artagnan en Douglas Fairbanks als voorbeeld voor zijn schelmenouverture. De aanduiding "gay and impudent" wijst ook op kwajongensachtige muziek, maar dan wel in walsstijl.
Hamilton Harty gaf met het Hallé Orchestra de première op 19 november 1931 en man het toen ook op. Volgens de Chandosopname was het een tijdlang een van de populairste werken van Bax, het werd van 1932 tot 1995 acht keer uitgevoerd tijdens de Proms-concerten. In 2017 zijn er “slechts” drie opnamen beschikbaar:
- Uitgave Symposium: een historische opname onder leiding van Hamilton Harty
- Uitgave Chandos: Bryden Thomson met het London Philharmonic Orchestra in een opname uit 1986
- Uitgave Naxos: David Lloyd-Jones met het Royal Scottish National Orchestra in een opname uit 2000

Orkestratie:
- 3 dwarsfluiten (III ook piccolo), 2 hobo’s, 1 althobo, 3 klarinetten, 1 basklarinet, 2 fagotten, 1 contrafagot
- 4 hoorns, 3 trompetten, 3 trombones, 1 tuba
- pauken, percussie, celesta, 1 harp
- violen, altviolen, celli, contrabassen